# Georg Graßmann
Georg Matthias Graßmann (* 2. November 1825 in Weisel im Rhein-Lahn-Kreis; † 18. September 1901) war ein deutscher Bürgermeister und Mitglied des Nassauischen Kommunallandtags.

## Leben
Georg Graßmann war kommunalpolitisch engagiert und von 1857/1858 bis 1901 Bürgermeister in Weisel im Rhein-Lahn-Kreis.
Im Amt St. Goarshausen war er in den Jahren von 1858/1859 bis 1885/1886 Mitglied des Bezirksrates und hatte 
von 1868 bis 1885/1886 einen Sitz im Kreistag des Rheingaukreises. Dieser wurde im Jahr 1867 nach der Annexion des Herzogtums Nassau durch Preußen aus den bisherigen Ämtern Rüdesheim, Eltville, St. Goarshausen und Braubach gebildet.
Im April 1886 wurde im Zuge einer Reform (Verkleinerung der Landkreise) der Kreis St. Goarshausen, bestehend aus den Ämtern Braubach und St. Goarshausen,  gebildet. Dort war Graßmann bis 1901 Mitglied des Kreistages und hatte auch einen Sitz im Kreisausschuss. 

## Öffentliche Ämter
- Mitglied der Nassauischen Deputation für das Heimatwesen